# Рутко Антін
Антін Рутко — український громадський діяч. Делегат Української Національної Ради ЗУНР, представляв Мостиський повіт.